# Ana Maria de Orleães
Ana Maria de Orleães (em francês: Anne-Marie d'Orléans; Saint-Cloud, 27 de agosto de 1669 — Turim, 26 de agosto de 1728) foi uma princesa francesa por nascimento e sucessivamente Rainha da Sicília e Rainha da Sardenha em decorrência de seu casamento com Vítor Amadeu II de Saboia. Era filha de Filipe I, Duque de Orleães, e sua esposa Henriqueta Ana da Inglaterra.

## Primeiros anos

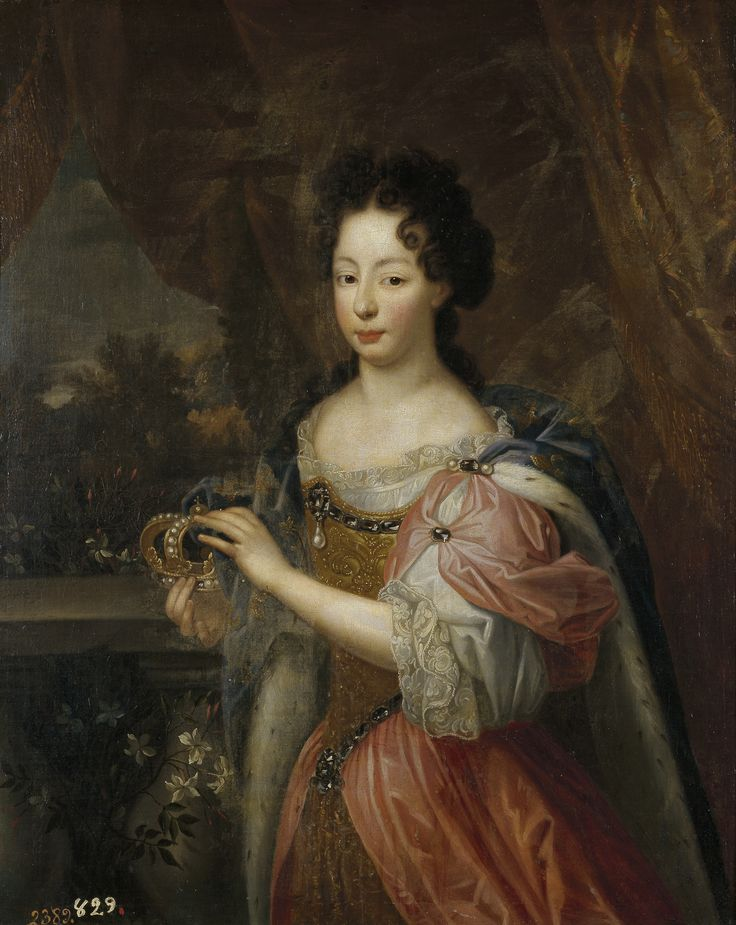
Retrato de Ana Maria, atribuído a Pierre Gobert, c. 1684. Localizado no Museu do Prado.

Ana Maria de Orleães nasceu em 27 de agosto de 1669 na residência dos duques de Orleães , o Castelo de Saint-Cloud, nos arredores de Paris. O pai da menina, Filipe I, Duque de Orleães, era o irmão mais novo do rei francês Luís XIV, e a sua mãe, Henriqueta Ana da Inglaterra, era a filha mais nova do rei inglês Carlos I e Henriqueta Maria da França. Ana Maria era a caçula da família; além dela, o casal ducal teve duas filhas e um filho e enfrentaram série de abortos espontâneos, sendo Ana Maria e sua irmã mais velha Maria Luísa, futura rainha de Espanha, as únicas a alcançarem a idade adulta. Sendo neta do rei francês através de linhagem masculina, Ana Maria detinha o direito ao título de "neta da França" (em francês: petite-fille de France), bem como ao tratamento de "Sua Alteza Real". Na corte, a princesa era conhecida como Mademoiselle de Valois e, a partir de 1679, após o casamento da sua irmã mais velha, passou a ser conhecida apenas como Mademoiselle.
Sua mãe faleceu em junho de 1670, poucos meses depois de Ana Maria ser batizada. Em 1671, o pai de Ana Maria casou-se novamente com Isabel Carlota do Palatinado, prima da falecida esposa do duque, sendo também descendente do rei Jaime I da Inglaterra. Conhecida na corte como Liselotte, Isabel Carlota, ao contrário da ativa Henriqueta Ana, que havia crescido na corte francesa em decorrência da Guerra Civil Inglesa, foi recebida com frieza pelos cortesãos, sendo Ana Maria, que se aproximou da madrasta, sua única amizade verdadeira, que ela podia se voltar para queixar-se da atitude fria da corte para com ela ou das aventuras homossexuais do pai de Ana Maria. Mais tarde, Ana Maria descreveria a madrasta como "uma das mulheres mais amáveis e virtuosas".

## Casamento
A fim de fortalecer a influência francesa nos estados italianos, o rei Luís XIV, em 1683, arranjou o casamento de Ana Maria com o Vítor Amadeu II, Duque de Saboia. O rei francês era aliado da mãe e regente de Vítor Amadeu, Maria Joana, que pertencia ao ramo francês da Casa de Saboia - foi Luís quem ajudou Maria Joana a permanecer na regência até o casamento entre o seu filho e Ana Maria, embora nesta altura Vítor Amadeu já houvesse atingido a maioridade, não havendo necessidade de sua regência. O casamento por procuração entre Ana Maria e Vítor Amadeu ocorreu em Versalhes em 10 de abril de 1684, um dia após a assinatura do contrato de casamento. O primo de Ana Maria, filho legitimado de Luís XIV, Luís Augusto, Duque de Maine, foi quem representou Vítor Amadeu na cerimônia. Como dote à sua sobrinha, Luís XIV concedeu-a 900.000 libras.

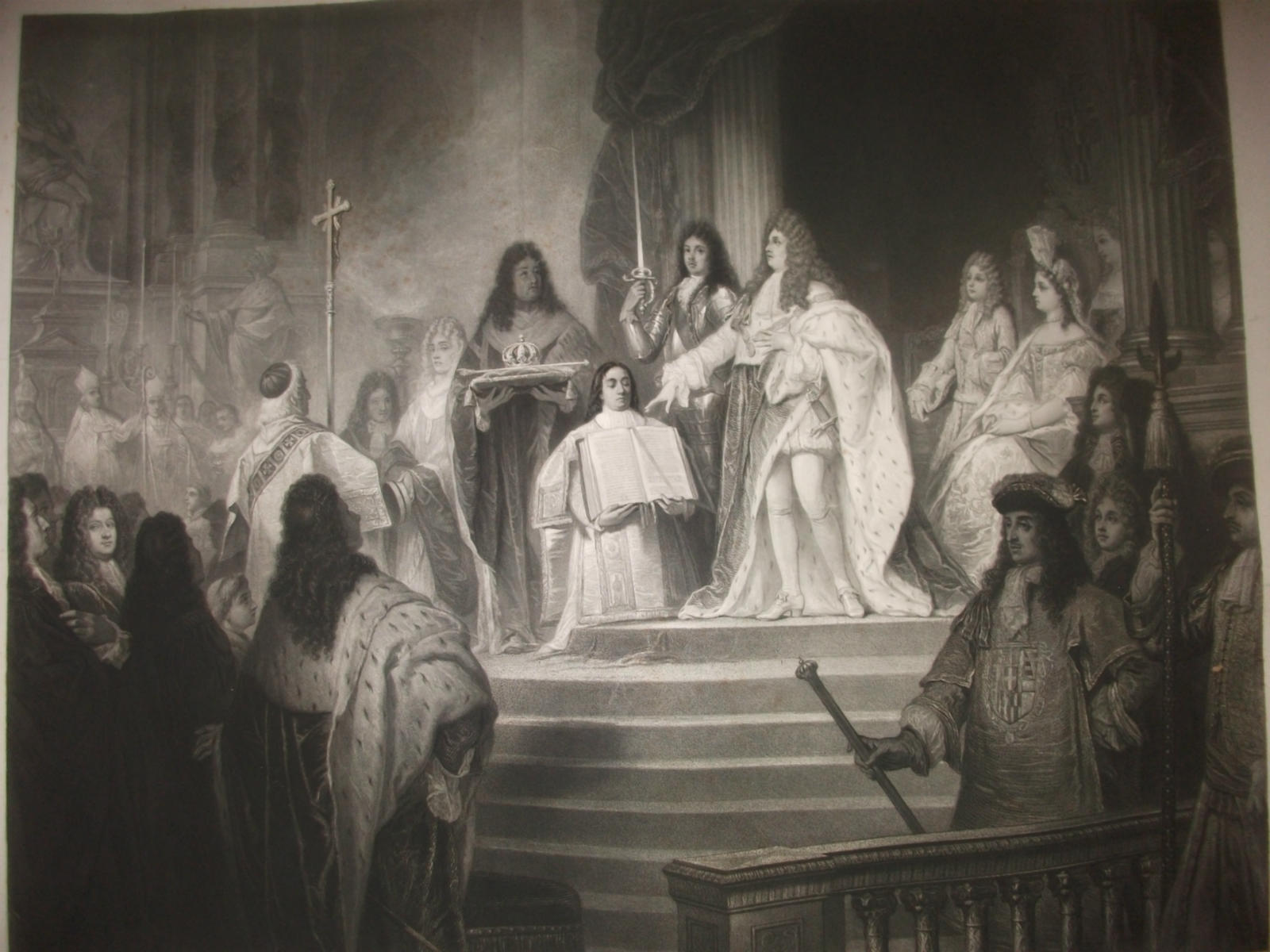
Ana Maria se casou em 1684 com Vítor Amadeu II, Duque de Saboia, futuro monarca dos reinos da Sicília e Sardenha; o retrato acima representa coroação de Vítor Amadeu e Ana Maria como reis da Sardenha.

Ana Maria deixou Versalhes no dia seguinte ao casamento por procuração para cidade francesa de Juvisy-sur-Orge (18 km ao sul de Paris), a princesa foi acompanhada por seu pai, madrasta e dama de companhia Ana de Lorena, esposa do Príncipe de Lorena-Lillebonne. Vítor Amadeu conheceu a noiva em Chambéry no dia 6 de maio; no mesmo dia se realizou outra cerimônia de casamento. Em 8 de maio, os novos duques de Saboia entraram solenemente em Turim.
Ao chegar à corte da Saboia, a jovem duquesa deixou-se influenciar por sua sogra imperiosa; Ana Maria foi posteriormente descrita pelos cortesãos como uma nora obediente e modesta que cedeu aos desejos de Maria Joana. Esta relação próxima entre nora e sogra não era aprovada por Vítor Amadeu, pois Maria Joana há muito havia se tornado sua rival política. Quando Vítor Amadeu rompeu os laços com a França em 1690, Ana Maria e seus filhos deixaram a capital com Maria Joana em protesto.
Apesar de Vítor Amadeu ser constantemente infiel, o casamento de Ana Maria foi bastante feliz. Durante os anos de casamento, Ana Maria deu à luz nove filhos, dos quais quatro atingiram a idade adulta. O nascimento da filha mais velha, Maria Adelaide, mãe do futuro rei Luís XV da França, quase custou-lhe a vida; na altura Ana Maria tinha apenas dezesseis anos. Contrariamente ao protocolo da corte, a duquesa empenhou-se em criar seus próprios filhos.

## Reinado
Durante a Guerra dos Nove Anos, o duque tomou partido contra a França e invadiu o Delfinado. Caçado pelo exército francês, ele teve que assinar uma paz separada e dar a sua filha mais velha, Maria Adelaide, em casamento ao Duque da Borgonha, filho mais velho, neto de Luís XIV da França.
Durante a Guerra da Sucessão Espanhola, sua filha mais jovem, Maria Luísa Gabriela, casou-se com o rei Filipe V da Espanha, também um neto de Luís XIV. Turim, a capital foi sitiada pelo exército francês e da duquesa e sua família teve de fugir para Gênova. Em 1713, o Tratado de Utrecht faz com que o seu marido subisse ao trono da Sicília, que no entanto o trocou em 1720 pelo trono da Sardenha.
Enquanto isso, a Duquesa de Borgonha e a Rainha da Espanha, suas filhas tinham falecido com a idade de vinte seis anos, como sua avó e tia. A duquesa de Saboia tornou-se rainha da Sicília, perdendo também seu filho mais velho em 1715; a morte de três dos quatro filhos em tão pouco tempo prejudicou a saúde de Ana Maria. Ela, bem como Vítor Amadeu, ficaram deprimidos por muito tempo e saíram da capital, deixando todos os assuntos de Estado para Maria Joana, que também acabaria por falecer em março de 1724.
Em meio a tantas tragédias, em 1728, um dia antes de seu aniversário, a própria rainha Ana Maria faleceu de insuficiência cardíaca em Vila da Rainha (em italiano: Villa della Regina) e foi enterrada na Basílica de Superga. Dois anos após a morte de sua esposa, Vítor Amadeu contraiu um casamento morganático com Anna Canalis di Cumiana, ex-senhora de quarto da nora de Ana Maria, Polixena de Hesse-Rotemburgo e abdicou em favor de seu filho sobrevivente.

## Descendência
- Maria Adelaide (1685–1712), casou-se com Luís, Duque da Borgonha, com descendência;
- Maria Ana (1687-1690), morreu na infância;
- Maria Luísa Gabriela (1688–1714) casou-se com Filipe V da Espanha, com descendência;
- Vítor Amadeu (1699–1715), morreu solteiro;
- Carlos Emanuel III (1701–1773), sucedeu o pai como Duque de Saboia e rei da Sardenha;
- Emanuel Felisberto (1705–1705), morreu na infância.